# Arkadiusz Kazimierz Balcewicz
Arkadiusz Kazimierz Balcewicz (ur. 24 września 1896 w Windawie na Łotwie, zm. 5 marca 1953 w Long Marston w Anglii) – podpułkownik saperów Wojska Polskiego i Polskich Sił Zbrojnych.

## Życiorys
Arkadiusz Balcewicz ukończył szkołę realną i złoył maturę w Wielkich Łukach. Pierwszy rok studiów kończy na Politechnice w Petersburgu, a kolejne semestry na Uniwersytecie w Poznaniu. W roku 1915 został wcielony do armii rosyjskiej. Po ukończeniu Wojskowej Szkoły Inżynierii wziął udział w walkach na froncie rosyjsko-niemieckim, w składzie 11 pułku inżynieryjnego.
W 1919 roku zgłosił się do Wojska Polskiego i dostał przydział do 4 batalionu saperów na stanowisko dowódcy plutonu saperów. W 1920 roku został dowódcą kompanii saperów w 4 batalionie saperów w 4 pułku saperów w Sandomierzu. Po wojnie w 1921 roku został dowódcą batalionu saperów w 7 pułku saperów. W 1922 roku pełni służbę w 8 pułku saperów w Toruniu. Od 1923 roku służył w 7 pułku saperów wielkopolskich w Poznaniu. W 1926 roku został przeniesiony do Szkoły Podchorążych Piechoty w Ostrowi na stanowisko instruktora saperów. Z dniem 1 września 1929 roku został wyznaczony na stanowisko szefa saperów 26 Dywizji Piechoty w Skierniewicach. 23 października 1931 roku otrzymał przeniesienie do 3 batalionu saperów w Wilnie na stanowisko oficera sztabowego do spraw wyszkolenia. 11 kwietnia 1933 roku został wyznaczony na stanowisko dyrektora nauk Centrum Wyszkolenia Saperów w Modlinie. Z dniem 2 listopada 1931 został powołany na sześciomiesięczny kurs taktyczny dla oficerów sztabowych saperów przy Wyższej Szkole Wojennej w Warszawie. Od kwietnia 1935 roku do listopada 1938 roku dowodził 7 batalionem saperów w Poznaniu. W listopadzie 1938 roku został przydzielony do Generalnego Inspektoratu Sił Zbrojnych i wyznaczony na stanowisko oficera saperów Inspektora Armii we Lwowie. We wrześniu 1939 roku został dowódcą saperów Armii „Karpaty”. We Francji został dowódcą saperów w jednej z formujących się dywizji, a po przedostaniu się do Anglii dowódcą Saperów Spadochronowych. Po wojnie, w Anglii, pracował w Składnicy Saperskiej w Long Marston, gdzie zmarł w 1953 roku.

## Awanse
- chorąży – 1916
- podporucznik – 1919
- kapitan – 3 maja 1922 roku zweryfikowany ze starszeństwem z dniem 1 czerwca 1919 roku i 159. lokatą w korpusie oficerów inżynierii i saperów[10]
- major – ze starszeństwem z dniem 1 stycznia 1928[11]
- podpułkownik – ze starszeństwem z dniem 19 marca 1937[12]

## Ordery i odznaczenia
- Krzyż Walecznych[2]
- Złoty Krzyż Zasługi (19 marca 1936)[13]